# Гусев, Виктор Геннадьевич
Ви́ктор Генна́дьевич Гу́сев (эст. Viktor Gusev; 23 сентября 1996, Кохтла-Ярве, Ида-Вирумаа, Эстония) — российский футболист, вратарь йыхвиского клуба «Феникс».

## Карьера
Виктор Гусев является воспитанником кохтла-ярвеского футбола. В 18 лет дебютировал в высшей лиге Эстонии, где выступал за йыхвиский клуб «Локомотив», сыграл один матч — 4 октября 2014 года против «Калева» Силламяэ. С 2006 года играл за детские команды футбольных клубов «Алко» и «Лоотус». В 2013 году дебютировал в первой лиге Б в составе футбольного клуба «Ярве» (Кохтла-Ярве), а в 2015 году сыграл 4 игры в первой лиге за команду «Ирбис» из Кивиыли. По итогам 2015 года был признан лучшим игроком города Кохтла-Ярве. С 2013 по 2020 год защищал ворота основной команды «Ярве» (Кохтла-Ярве) и её дубля.
В 2021 году перешел в йыхвиский клуб «Феникс», в котором дебютировал 23 мая в игре против команды «Ярве III».

### Футзал
14 ноября дебютировал в Первой лиге Эстонии по футзалу за «Феникс». 12 февраля 2022 года дебютировал в высшей лиге чемпионата Эстонии по футзалу за команду «Силмет» из Силламяэ. В розыгрыше Кубка Эстонии 2022/23 с Фениксом дошел до финала, где проиграл таллинскому клубу «Космос». В полуфинале Кубка Эстонии был признан лучшим игроком матча в составе «Феникса».

## Достижения
- Серебряный призер Первой Б лиги (1): 2015
- Бронзовый призер Первой Б лиги (1): 2018
- Серебряный призёр второй лиги Эстонии (1): 2023

### Футзал
- Финалист кубка Эстонии (2): 2022/23[13], 2023/24
- Финалист Суперкубка Эстонии (1): 2023

## Семья
Женат, воспитывает двоих детей.